# Hogna coloradensis
Hogna coloradensis är en spindelart som först beskrevs av Banks 1894.  Hogna coloradensis ingår i släktet Hogna och familjen vargspindlar. Inga underarter finns listade i Catalogue of Life.